# Kostel svatého Floriána (Krakov)

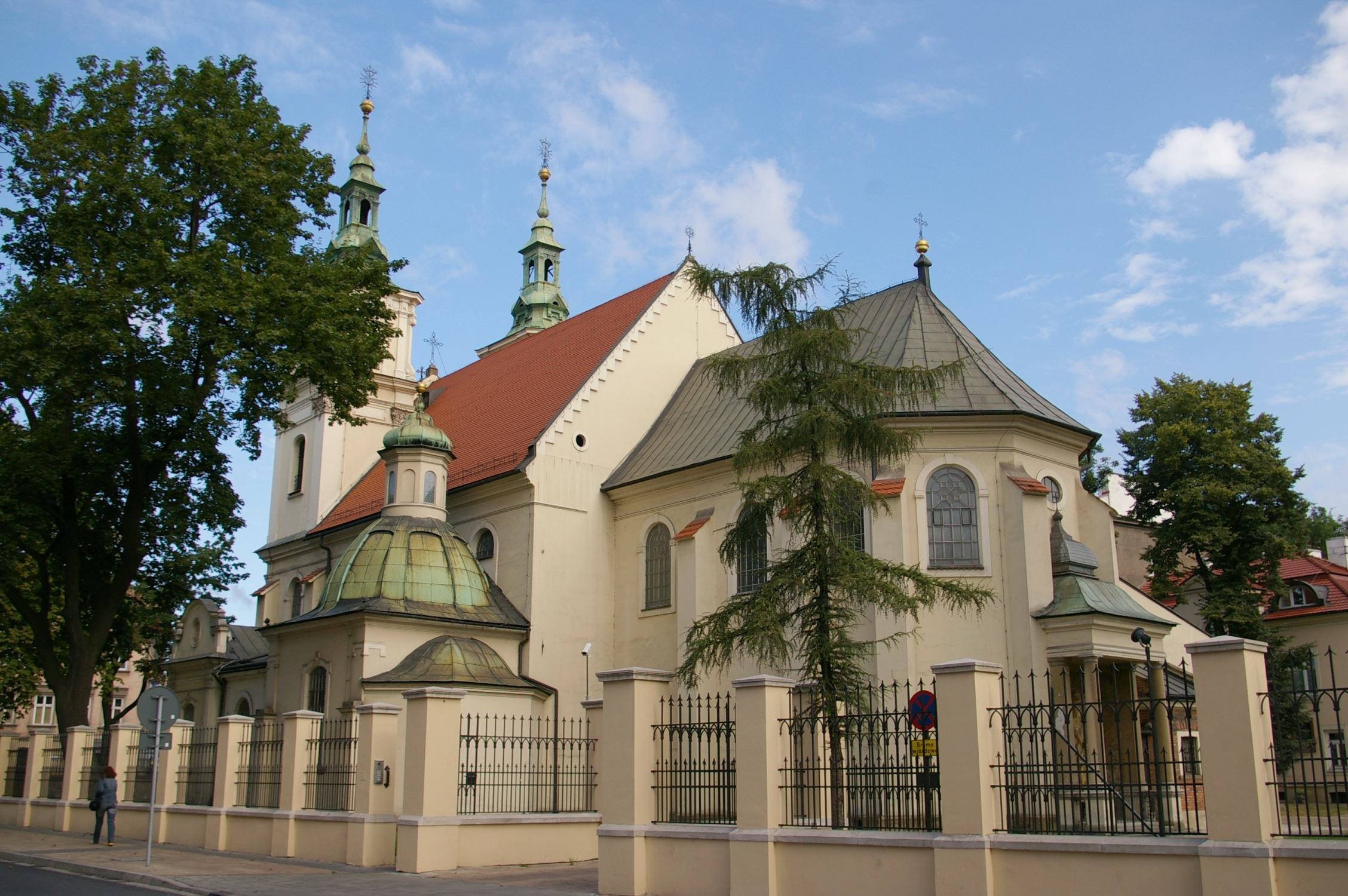
Kostel sv. Floriána

Kostel sv. Floriána (polsky Kościół św. Floriana) je jedním z kostelů v polském Krakově.

## Historie
Kostel byl založen v letech 1185-1216. V roce 1226 je vysvětil polský kronikář a krakovský biskup Wincenty Kadłubek.
Kostel byl v průběhu staletí mnohokrát poničen. Prvotní románský kostel utrpěl při nájezdech Tatarů v letech 1241 a 1259 a také v roce 1306 při útoku Vladislava Lokýtka na Krakov držený Čechy. Z tohoto období se dochovaly základy na jižní straně kostela a pár architektonických prvků. Ve 14. století byl kostel obnoven v gotickém slohu. V roce 1528 byl kostel poškozen při velkém požáru čtvrti Kleparz. Dalšími požáry utrpěl v letech 1580 a 1587. Nejvíce budova utrpěla během útoku Švédů v letech 1655 a 1656.
V letech 1657-1684 proběhla zásadní přestavba kostel v barokním stylu. Další škody kostel utrpěl v roce 1755 během dalšího požáru čtvrti Kleparz a poté v roce 1768 během bojů při tzv. Barské konfederaci.
Důkladná rekonstrukce a modernizace proběhla v letech 1902-1914 (projekt Józef Kryłowski a Franciszek Mączyński).
V letech 1949 – 1951 v kostele působil jako vikář Karol Wojtyła – pozdější papež Jan Pavel II. Ten kostelu sv. Floriána v roce 1999 udělil titul basilica minor, a osobně jej navštívil během své cesty do Polska v roce 2002.
Kolem kostela sv. Floriána procházela někdejší Královské cestě vedoucí ze čtvrti Kleparz Floriánskou branou na Krakovský rynek a odtud po ulici Grodské ke Královskému hradu na Wawelu.